# Че Че
Даніло дас Невес Піньейро (порт. Danilo das Neves Pinheiro, нар. 30 серпня 1992), більш відомий як Че Че (порт. Tchê Tchê) — бразильський футболіст, гравець бразильського клубу «Сан-Паулу», що виступає на правах оренди за бразильський клуб «Атлетіку Мінейру». Як правило, використовується на позиції центрального півзахисника, але є надзвичайно універсальним гравцем і може грати на кількох позиціях, зокрема, флангового захисника, опорного півзахисника чи навіть вінгера.

## Клубна кар'єра
Народився в Сан-Паулу. З 2006 року навчався футболу в академії клубу «Аудакс Сан-Паулу». Дебютував за першу команду клубу 27 березня 2011 року, зігравши останні 14 хвилин у домашньому матчі з «Ріу-Бранку» (3:1) у другому дивізіоні чемпіонату штату Сан-Паулу.
Згодом здавався в оренду в клуби «Гуаратінгета» (Серія С), «Понте Прета» і «Боа» (Серія В), після чого повернувся в «Аудакс», у складі якого в вищому дивізіоні чемпіонату штату Сан-Паулу 2016 року забив свій перший професійний гол: 23 квітня 2016 року з дальньої дистанції у ворота «Корінтіанса» (2:2), який забезпечив його команді вихід у фінал уперше у своїй історії. У фіналі «Аудакс» поступився «Сантосу», тим не менш Че Че був названий найкращим дебютантом чемпіонату, а також увійшов у символічну збірну турніру.
Після цього у травні 2016 року став гравцем клубу Серії А «Палмейрас». У першому ж сезоні в бразильському елітному дивізіоні гравець зіграв у 37 з 38 матчів і став з командою чемпіоном Бразилії, а також виграв нагороду «Срібний м'яч».
8 червня 2018 року підписав п'ятирічний контракт із київським «Динамо».

## Досягнення

### Клуб
- Чемпіон Бразилії (3):

«Палмейрас»: 2016
«Атлетіку Мінейру»: 2021
«Ботафогу»: 2024
- Володар Суперкубка України (1):

«Динамо»: 2018
- Переможець Ліги Мінейро (2):

«Атлетіку Мінейру»: 2021, 2022
- Володар Кубка Бразилії (1):

«Атлетіку Мінейру»: 2021
- Володар Суперкубка Бразилії (1):

«Атлетіку Мінейру»: 2022
- Володар Кубка Лібертадорес (1):

«Ботафогу»: 2024

### Індивідуальні
- У символічній збірній чемпіонату штату Сан-Паулу: 2016[7]
- Найкращий дебютант чемпіонату штату Сан-Паулу: 2016[8]
- Срібний м'яч: 2016[9]
- У символічній збірній чемпіонату Бразилії: 2016[10]